# العلاقات القطرية اللوكسمبورغية
العلاقات القطرية اللوكسمبورغية هي العلاقات الثنائية التي تجمع بين قطر ولوكسمبورغ.

## مقارنة بين البلدين
هذه مقارنة عامة ومرجعية للدولتين:
| وجه المقارنة                                              | قطر           | لوكسمبورغ                                                     |
| --------------------------------------------------------- | ------------- | ------------------------------------------------------------- |
| المساحة (كم2)                                             | 11.44 ألف     | 2.59 ألف                                                      |
| عدد السكان (نسمة)                                         | 2.64 مليون    | 599.45 ألف                                                    |
| الكثافة السكانية (ن./كم²)                                 | 230.77        | 231.45                                                        |
| العاصمة                                                   | الدوحة        | لوكسمبورغ                                                     |
| اللغة الرسمية                                             | اللغة العربية | اللغة اللوكسمبورغية، لغة فرنسية، اللغة الألمانية              |
| العملة                                                    | ريال قطري     | يورو، فرنك لوكسمبورغ                                          |
| الناتج المحلي الإجمالي (بليون دولار)                      | 167.61 مليار  | 62.40 مليار                                                   |
| الناتج المحلي الإجمالي (تعادل القوة الشرائية) بليون دولار | 316.40 مليار  | 58.13 مليار                                                   |
| الناتج المحلي الإجمالي الاسمي للفرد دولار أمريكي          | 73.65 ألف     | 101.45 ألف                                                    |
| الناتج المحلي الإجمالي للفرد دولار أمريكي                 | 141.54 ألف    | 101.93 ألف                                                    |
| مؤشر التنمية البشرية                                      | 0.850         | 0.892                                                         |
| رمز المكالمات الدولي                                      | +974          | +352                                                          |
| رمز الإنترنت                                              | .qa           | .lu                                                           |
| المنطقة الزمنية                                           | ت ع م+03:00   | توقيت وسط أوروبا، ت ع م+01:00، ت ع م+02:00، أوروبا/لوكسمبورج ‏ |

## منظمات دولية مشتركة
يشترك البلدان في عضوية مجموعة من المنظمات الدولية، منها:
| علم المنظمة | اسم المنظمة                               | تاريخ انضمام قطر | تاريخ انضمام لوكسمبورغ |
| ----------- | ----------------------------------------- | ---------------- | ---------------------- |
|             | يونسكو                                    | 27 يناير 1972    | 27 أكتوبر 1947         |
|             | وكالة ضمان الاستثمار متعدد الأطراف        | 22 أكتوبر 1996   | 29 أغسطس 1991          |
|             | الأمم المتحدة                             | 21 سبتمبر 1971   | 24 أكتوبر 1945         |
|             | الاتحاد البريدي العالمي                   | ?                | ?                      |
|             | البنك الدولي للإنشاء والتعمير             | 25 سبتمبر 1972   | 27 ديسمبر 1945         |
|             | الاتحاد الدولي للاتصالات                  | 27 مارس 1973     | 2 مارس 1866            |
|             | منظمة حظر الأسلحة الكيميائية              | ?                | ?                      |
|             | مؤسسة التمويل الدولية                     | 11 أكتوبر 2008   | 4 أكتوبر 1956          |
|             | المركز الدولي لتسوية المنازعات الاستشارية | 20 يناير 2011    | 29 أغسطس 1970          |
|             | منظمة التجارة العالمية                    | ?                | ?                      |
|             | منظمة الشرطة الجنائية الدولية             | ?                | ?                      |

## وصلات خارجية
- موقع وزارة الخارجية القطرية
- موقع وزارة الخارجية اللوكسمبورغية